# Quarto 101
Quarto 101 (em inglês, Room 101) é um lugar introduzido no livro de ficção científica distópica 1984, de George Orwell. É um local de tortura do Ministério do Amor, onde determinados elementos indesejáveis ao estado totalitário da narrativa são torturados, sendo expostos ao seu maior pesadelo, medo ou fobia, com tudo aquilo a que têm maior aversão.

Você me perguntou uma vez, o que estava no quarto 101. Eu lhe disse que já sabia a resposta. Todo mundo sabe disso. A única coisa que está no quarto 101 é a pior coisa do mundo.

O'Brien
O Quarto 101 é a maior expressão da onisciência do  estado na sociedade abordada na obra, onde até mesmo os pesadelos de um cidadão são conhecidos pelo partido.  
A inspiração para a o nome "Room 101" deve-se a uma sala num edifício da Broadcasting House, onde Orwell costumava participar de reuniões, segundo ele, tediosas.  Quando o quarto 101 original da BBC estava prestes a ser demolido, uma cópia em gesso dele foi feita pela artista Rachel Whiteread e exibido no Cast Courts do Victoria and Albert Museum entre novembro de 2003 até junho de 2004.

## Impacto cultural
A popularidade da obra resultou em que o termo "Room 101" passasse a ser usado para representar lugares onde as coisas desagradáveis são feitas.  De acordo com o livro de Anna Funder Stasiland, Erich Mielke, o último ministro da Segurança do Estado (Stasi) da antiga Alemanha Oriental, tinha os andares da sede de seu ministério renumeradas, para que o segundo andar do escritório fosse o número 101.
No programa da BBC TV Room 101, celebridades são entrevistadas e questionadas para listar aquilo que lhes causa pequenos aborrecimentos.
No Big Brother Britânico de 2005, um dos participantes foi obrigado a entrar em uma sala 101 para completar tediosos e desagradáveis tarefas, incluindo a classificação de cores diferentes de vermes.
Em The Ricky Gervais Show, Ricky Gervais e Stephen Merchant jogam um jogo chamado "Room 102," baseado no conceito da sala 101, onde Karl Pilkington tem que decidir  que coisas ele não gosta o suficiente para colocar no quarto 102. Isso resultaria, de acordo com o seu jogo, nas coisas que estão sendo apagadas da existência.
O grupo de hip-hop português Dealema possui uma faixa com o mesmo nome. "Sala 101", presente no álbum de 2008, V Império.

### Na ficção
O conceito de também foi apresentado em diversos outros trabalhos ficcionais. No quadrinho The League of Extraordinary Gentlemen: Black Dossier, a localização física da sala 101 (e o Ministério do Amor) são apontadas como a sede do MI5 em Vauxhall Cross. 
Em um episódio de 2011 da série Doctor Who, "The God Complex", the Doctor e seus companheiros encontram-se em um hotel cheio de seus próprios quartos pessoais 101, cada um com seu maior medo nele.